# Wagen 106
Wagen 106 ist eine 10-teilige, vom ZDF produzierte Kriminalserie, deren Erstausstrahlung ab 20. Juni 1983 erfolgte. Die einzelnen Folgen wurden wöchentlich montags ab 18 Uhr 25 gesendet.

## Inhalt
Das zweite Staatsexamen in der Tasche, plant Daniel Osterwald dem gesicherten Dasein eines Juristen den Rücken zu kehren. Er findet eine Anstellung bei der Hamburger Taxiunternehmerin Kathrin Görres und übernimmt die Nachtschichten im Wagen 106. Seine teilweise skurrilen Erlebnisse münden nicht selten in handfeste Kriminalfälle und rufen regelmäßig die Polizei auf den Plan.

## Sonstiges
Bei dem titelgebenden Wagen 106 handelte es sich um einen Mercedes-Benz der Baureihe 123. Die Serie hatte mehrere geistige Väter: Die Drehbücher verfassten Sylvia Hoffman, Reinfried Keilich, Heinz Pauck, Philippe Pilliod, Peter Scheibler und Werner Simon Vogler.

## Episodenliste
| Folge | Erstausstrahlung | Titel                            | Gastdarsteller (Auswahl)                          |
| 1     | 20. Juni 1983    | Der Hund ist los                 | Willy Semmelrogge                                 |
| 2     | 27. Juni 1983    | Berufskrankheit                  | Gedeon Burkhard                                   |
| 3     | 4. Juli 1983     | Selbsthilfe                      | Helmut Zierl, Ferdinand Dux, Klaus-Hagen Latwesen |
| 4     | 11. Juli 1983    | Der Kumpel                       | Heinz Domez, Elke Lang                            |
| 5     | 18. Juli 1983    | Eine Flasche Whisky für die Dame | Tilly Breidenbach                                 |
| 6     | 25. Juli 1983    | Die Suchfahrt                    | Ben Hecker, Heidrun Polack                        |
| 7     | 1. August 1983   | Gefährliche Freiheit             | Murat Yeginer                                     |
| 8     | 15. August 1983  | Skorpione                        |                                                   |
| 9     | 22. August 1983  | Falscher Verdacht                | Gabriele Dossi                                    |
| 10    | 29. August 1983  | Hochwürden                       | Boris Mattèrn                                     |